# Rhyacophila alberta
Rhyacophila alberta är en nattsländeart som beskrevs av Banks 1918. Rhyacophila alberta ingår i släktet Rhyacophila och familjen rovnattsländor. Inga underarter finns listade i Catalogue of Life.